# 까치 두루마기

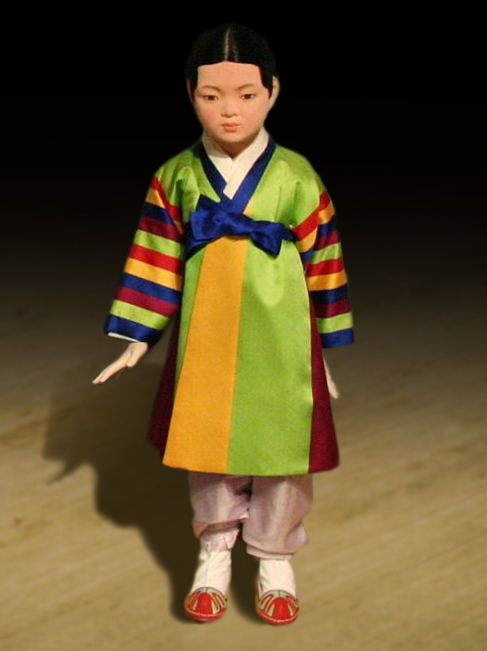
소년용 까치 두루마기

까치 두루마기는 음력 설날에 입는 한복을 입은 어린이용 색색의 외투이다. 이것은 주로 어린 소년들이 입었고 말 그대로 "까치의 외투"를 의미한다. 오방장 두루마기라고도 한다. 저고리와 조끼 위에 입었고, 그 위에 전복을 걸칠 수도 있었다. 까치 두루마기는 어린 소년의 경우 복건 (복식), 호건, 소녀의 경우 굴레(장식용 모자)와 같은 모자와 함께 착용되기도 했다.

## 어원과 색

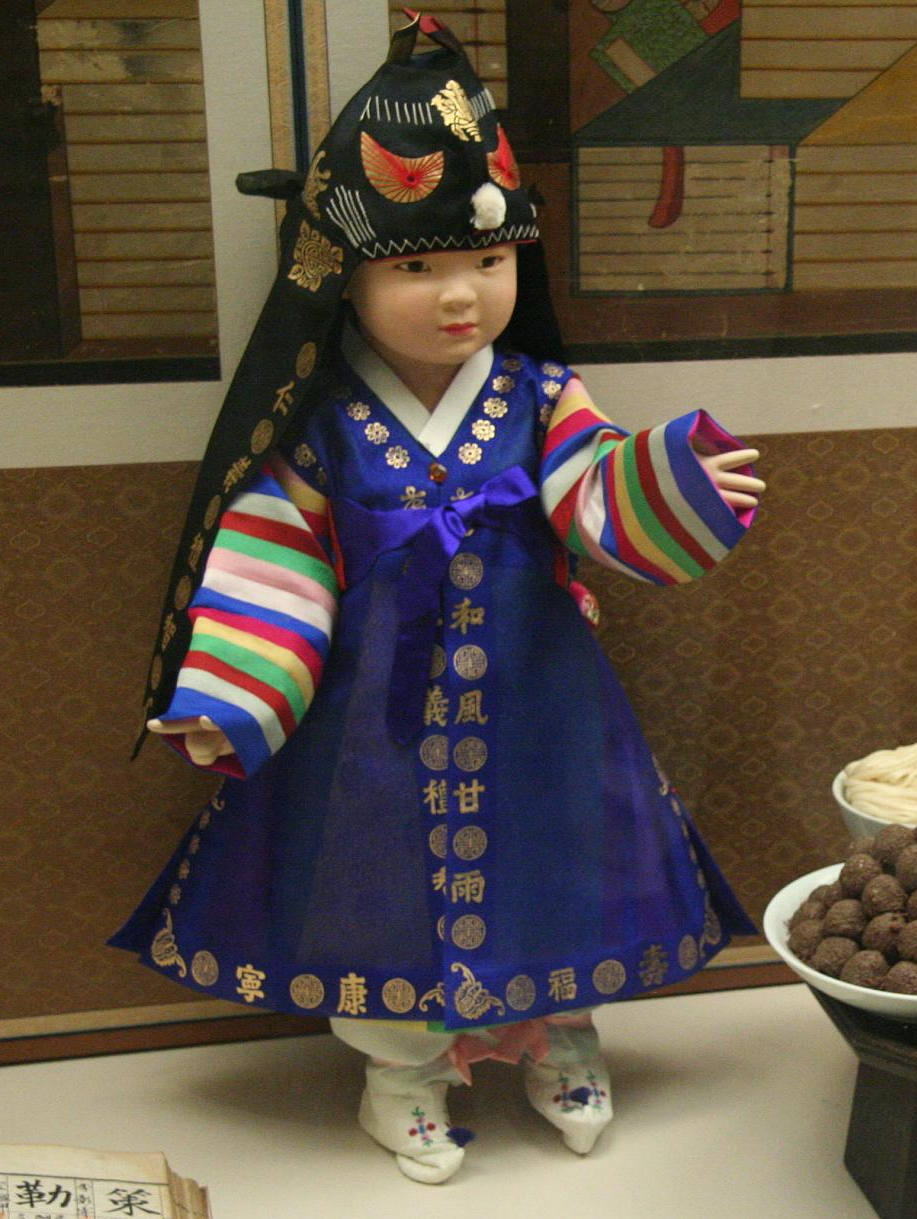
까치 두루마기 위에 파란색 전복을 입고 머리에는 바지, 호건(모자), 발에는 버선(양말)을 신은 마네킹

이 이름은 한국어로 된 두 단어로 구성된다. 한국 신화에서 까치는 좋은 소식을 전하는 상서로운 사자이자 번영과 발전을 가져다주는 신이기도 하다. 설날 전날을 까치설날이라고 불렀다. 외투는 아이들이 즐거운 명절이 오기를 바라는 민간신앙을 반영하여 새의 이름을 따서 명명되었다.
까치 두루마기는 오방장(오방), 즉 동쪽(파랑), 서쪽(흰색), 남쪽(빨간색), 북쪽(검은색), 중앙(노란색)의 다섯 가지 색상으로 구성되어 있어 오방장 두루마기라고도 불린다. 이 개념은 동양철학에 바탕을 두고 있다.
중앙의 겹겹이 쌓인 기둥인 섶은 노란색 천으로 제작되었으며, 앞면과 뒷면의 넓은 부분인 길은 황록색 천으로 제작되었다. 남자아이의 경우 깃, 고름, 돌띠 부분에 각각 파란색을 사용하고 무 부분에는 보라색을 사용한다. 반면, 여자아이들을 위한 까치 두루마기에는 빨간색이나 보라색의 깃, 고름, 돌띠와 진한 파란색의 무가 있다. 소매는 두 장의 천으로 만들어졌다. 바깥면은 황록색 천이나 색동천으로 만들고, 안쪽은 분홍빛을 띤다.
까치 두루마기는 옛날에는 설날에 준비한 새 옷과 신발인 설빔으로 입었지만, 현재는 돌잔치의 예복인 돌옷(돌잔치의 예복)으로 애용되고 있다.

## 같이 보기
- 두루마기
- 색동저고리
- 저고리
- 도포
- 한국의 의상 목록